# Tonsontsengel
Tosontsengel (en mongol:Тосонцэнгэл) és un districte o sum dins la província de Khövsgöl. Té una superfície de 2.050 km², de la qual 1.800 km² són ocupats per les pastures i 11 km² per l'agricultua. L'any 2000, Tosontsengel tenia 4.161 habitants. El centre administratiu es diu oficialmentd Tsengel (enmongol:Цэнгэл), es troba a 64 km a l'est de la ciutat de Mörön i a 607 km d'Ulaanbaatar.

## Història
Tonsontsengel té el rècord de la pressió atmosfèrica més alta registrada, 1085,7 hectopascals, el 19 de desembre de 2001.
el districte de Tosontsengel es va fundar junt amb tot l'aimag de Khövsgöl, l'any 1931.

## Economia
El 2004, tenia 137.000 caps de bestiar, entre ells 64.000 cabres, 57,000 ovelles, 8.800 bovins i iacs, 7.200 cavalls i 33 camells bactrians.